# Krijgsgevangenenkamp Grüne bei Lissa
Krijgsgevangenenkamp Grüne bei Lissa (Oflag XXI C/Z) was een Duits krijgsgevangenenkamp voor Nederlandse en Noorse officieren in Gronówko, vlak bij Leszno, in Polen. Het kamp was een subkamp van Oflag XXI-C (Schildberg) in Ostrzeszów. Het kamp was in gebruik tussen september 1943 tot januari 1945. Het kamp werd in 2014 afgebroken om plaats te maken voor een nieuwbouwwijk.

## Het kamp
Het kamp werd in 1940 gebouwd door de Reichsarbeitsdienst. Het werd oorspronkelijk gebouwd om te dienen als munitiecomplex (Munitionsanstalt Lissa). Aangezien dat complex nooit werd gerealiseerd, werden de 12 gebouwde barakken in gebruik genomen als krijgsgevangenkamp. Tussen 8 december 1943 tot 20 januari 1945 werden hier krijgsgevangen opgesloten die afkomstig waren uit Nederland en Noorwegen.
Rond het kamp was een dubbele prikkeldraadversperring en waren er wachttorens. In tegenstelling tot Oflag XXI-C (krijgsgevangenenkamp Schildberg) was er in Grüne bei Lissa veel bewegingsruimte. Ook was er een leeszaal, pakketopslag en een kerk.
Vanwege de naderende Sovjettroepen werd het kamp werd op 20 januari 1945 ontruimd. De officieren werden overgeplaatst naar Oflag III-A in Luckenwalde in de buurt van Berlijn dat op 21 april 1945 werd bevrijd door de Sovjettroepen.

### Nederlanders
Tijdens de Tweede Wereldoorlog waren zo'n 11.000 Nederlandse militairen krijgsgevangen gemaakt. In Grüne bei Lissa zaten ongeveer 500 Nederlandse gevangenen. Na het ontruiming van het kamp volgde een veldtocht van 4 weken naar Neubrandenburg.

### Noren
In augustus 1943 werden 1500 officieren opgepakt in Hvalsmoen bij Hønefoss. Van deze groep officieren werden er 500 vrijgelaten vanwege ziekte of hun beroep. De overige officieren werden naar Grüne bei Lissa en Schildberg gestuurd. Op 5 mei 1945 werden de Noorse troepen getransporteerd naar Liegnitz. Vanuit daar vertrokken zij naar Hamburg en reisden zij via Aarhus naar Oslo waar zij op 28 mei 1945 arriveerden.